# Associazioni Calcio Riunite Messina
La Associazioni Calcio Riunite Messina, meglio nota come Messina (AFI: /mesˈsina/), è una società calcistica italiana della città di Messina. 
La tradizione sportiva risale al 1º dicembre 1900, data di fondazione del Messina Football Club a opera di Friederich Becker. Rinominata Associazione Calcio Messina, nel 1947 si fuse con l'U.S. Giostra, dando vita così all'Associazioni Calcio Riunite Messina. Dopo alcune vicissitudini e cessazioni d'attività, il 17 luglio 1997 l'U.S. Peloro (unica squadra cittadina all'epoca) assunse il nome di Football Club Messina Peloro, riprendendo la storia sociale. Dopo il fallimento di quest'ultima, il 23 marzo 2009 nacque l'Associazione Calcio Rinascita Messina (Associazioni Calcio Riunite Messina dal 2014), la quale non si iscrisse al campionato di Serie C 2017-2018. Il 26 luglio 2017 è nato l'attuale sodalizio, che nei primi giorni di agosto è stato ammesso in Serie D. Il 13 giugno 2019 la società ha concluso l'acquisto dello storico marchio Associazioni Calcio Riunite Messina.
Disputa le partite interne presso lo stadio San Filippo-Franco Scoglio di Messina (38 722 posti).
È uno dei 18 club più antichi d'Italia e figura al 47º posto nella graduatoria per tradizione sportiva dei club calcistici, al 52º nella classifica perpetua della Serie A e al 27º posto nella classifica perpetua della Serie B. Nella sua storia ultracentenaria il Messina ha disputato 5 campionati di massima serie e 32 di Serie B. Il miglior piazzamento in Serie A è il settimo posto, raggiunto nella stagione 2004-2005, quando la squadra si qualificò per la Coppa Intertoto UEFA, ma non partecipò per mancata licenza UEFA. Il miglior piazzamento nelle coppe è rappresentato dagli ottavi di finale di Coppa Italia (nel 2001-2002 e nel 2006-2007). Nella sua storia il Messina ha vinto un campionato di Serie B (nel 1962-1963), uno di Serie C (nel 1949-1950), uno di Prima Divisione corrispondente all'attuale Serie C (nel 1931-1932), uno di Serie C1 (nel 1985-1986), due di Serie C2 (nel 1982-1983 e 1999-2000), uno di Lega Pro Seconda Divisione (nel 2013-2014) e quattro di Serie D (nel 1973-1974, 1997-1998, 2012-2013 e 2020-2021). Ha inoltre vinto due volte il girone siciliano di Prima Divisione nelle stagioni 1922-1923 e 1924-1925, non avendo però successo nelle fasi eliminatorie nazionali.
Il Messina è una delle squadre del sud Italia che vantano il miglior piazzamento in Serie A (al pari del Catanzaro nel campionato 1981-82 e del Bari nel 1946-1947) avendo raggiunto il 7º posto nella Serie A 2004-2005 e la qualificazione alla Coppa Intertoto UEFA poi non disputata per problemi di licenza. Le squadre meridionali che hanno fatto meglio sono solo il Cagliari, il Palermo e il Napoli.

## Storia

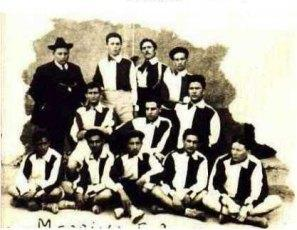
Il Messina F.C. nel 1910

Il Messina Football Club venne fondato il 1º dicembre 1900. I soci fondatori furono inglesi, ma anche i messinesi Alfredo Marangolo e Giulio Arena Ainis. Al vertice dell'organigramma societario figurava il presidente, l'armatore inglese Walter F. Becker.
Il primo incontro del Messina Football Club fu disputato il 18 aprile 1901, contro l'"Anglo Panormitan Athletic and Football Club" (l'attuale Palermo). L'incontro finì 3-2 per i palermitani. Nel luglio 1901 fu nominato presidente il neo console inglese di Messina, Arthur Barret Lascelles, il quale pertanto succedette a Walter Becker. Nel 1905 nacque la Whitaker Challenge Cup, disputata contro il Palermo; nel 1905 i messinesi vinsero 3-2, nel 1906 ancora successo dei peloritani per 2-1 e nel 1908 vinsero i palermitani 3-0. Il terremoto del 1908 causò la morte di numerosi giocatori. Nel 1910 la squadra prese parte alla seconda edizione della Coppa Lipton, perdendo però sia contro il Naples sia contro il Palermo.
Nel 1910, nacque la Ginnastica Garibaldi, che nel 1913 vinse la Coppa Agordad a Catania e la Coppa Restuccia a Messina. Dopo lo scoppio della prima guerra mondiale, le attività calcistiche a Messina si interruppero.
Nel 1919, venne fondata l'U.S. Messinese, che nel 1920 perse la finale della Coppa Federale Siciliana contro il Palermo. Nel 1922, venne fondato il Messina F.C., dalla fusione tra U.S. Messinese-Umberto I e il Messina S.C. Nel 1922-1923 il Messina non arrivò alle finali interregionali della Prima Divisione. Nel 1924-1925 accede alla Prima Divisione dopo un doppio confronto contro l'U.S. Peloro.
Nel 1924, nacque l'U.S. Messina (dopo lo scioglimento del Messina F.C.). La squadra disputò la Prima Divisione 1924-1925, chiudendo al 1º posto nel campionato regionale ed al 4º posto nel girone B delle semifinali di Lega. Nella stagione 1925-1926, retrocesse in Seconda Divisione 1926-1927 ove rimase sino al 1928.

L'A.C. Messina nel 1928-1929

Nel 1928 nacque l'A.C. Messina, presidente fu Augusto Salvato. La squadra conquistò la Serie B al termine della Prima Divisione 1931-1932. La squadra mantenne la categoria per sei stagioni consecutive, dal 1932-1933 fino alla retrocessione del 1937-1938. Disputò poi due campionati in Serie C, ma con l'inizio della seconda guerra mondiale, si ritirò dal campionato di Serie C 1940-1941.
Nel 1941 nacque l'U.S. Mario Passamonte (intitolata ad un ex giocatore del Messina morto in guerra). La squadra prese parte alla Serie C 1942-1943, chiudendo al 5º posto nel girone N. Nel 1945 la Passamonte si fuse con la S.S. Lega Arsenale (nata nel 1944) e con l'U.S. Peloro, dando vita all'Associazione Sportiva Messina.
Nel 1945, nacque appunto l'A.S. Messina, che chiude al 6º posto nel girone F della Lega Centro-Sud della Serie C 1945-1946. Nel 1946 l'A.S. Messina si fuse con il Gazzi, dando vita alla nuova Associazione Calcio Messina.
L'A.C. Messina, disputò la Serie C 1946-1947, terminando la stagione al 2º posto nel girone C di Serie C e al 5º posto nel girone finale della Lega Sud. Fu l'ultima occasione in cui si parlò di Associazione Calcio Messina.

L'A.C.R. Messina nel 1953-1954

Nel 1947 dalla fusione tra A.C. Messina e U.S. Giostra nacque la Associazioni Calcio Riunite Messina. Nel 1949-1950 arrivò la promozione in Serie B, dopo uno spareggio con il Cosenza. Mantenne la Serie B consecutivamente dalla stagione 1950-1951 alla stagione 1962-1963, al termine della quale centrò la prima storica promozione in Serie A.
Tuttavia al termine del girone d'andata la squadra figurava all'ultimo posto in classifica. Ma dopo il mercato di novembre, la squadra venne rivoluzionata e nel girone di ritorno il Messina conquistò 20 punti e riuscì a salvarsi. La seconda stagione in serie A culminò con la retrocessione, frutto del penultimo posto in classifica. Da allora il Messina ebbe una parabola discendente, che vide la squadra retrocedere in Serie C dopo soli tre anni di cadetteria e dopo la Serie C 1972-1973, retrocesse in Serie D. La prima esperienza in Serie D del Messina terminò con la risalita in Serie C. Tuttavia saranno solo tre i campionati di Serie C disputati dal Messina, prima di ripiombare ancora in Serie D. Nel 1978-1979 la società viene ammessa alla nuova Serie C2 ove restò sino alla stagione 1982-1983, anno della promozione in Serie C1 1983-1984, ove ottennero una tranquilla salvezza. Nel 1984, divenne presidente Salvatore Massimino. Il campionato di Serie C1 1984-1985, si concluse al 3º posto sotto la guida di Franco Scoglio. Nel Serie C1 1985-1986, arrivò la promozione in Serie B 1986-1987. La squadra mantenne la Serie B sino alla stagione 1991-1992, poi il Messina partecipò al campionato di Serie C1 1992-1993, e dopo delle vicissitudini societarie e la mole di debiti accumulata, la società fallì.

Il Messina nel 1986-1987

Dopo l'esclusione dell'A.C.R. Messina dai campionati professionistici, le redini del calcio messinese furono prese da due società, l'A.S. Messina (nel 1993) e l'U.S. Peloro (nel 1994). Le due squadre presero parte al Campionato Nazionale Dilettanti 1996-1997, che terminò con la retrocessione (e il successivo fallimento) dell'A.S. Messina e il 6º posto dell'U.S. Peloro.
Nel luglio del 1997, l'U.S. Peloro mutò la sua denominazione e nacque così il Football Club Messina Peloro. Il Messina sotto la presidenza di Aliotta ottenne la promozione in Serie C2 nel 1997-1998, la promozione in Serie C1 nel campionato di Serie C2 1999-2000 e la promozione in Serie B, ai danni del Catania, che sconfisse al Celeste per 1-0 nella finale dei Play-off del campionato di Serie C1 2000-2001. Nel successivo campionato di Serie B il Messina riesce a conquistare la salvezza solo all'ultima giornata.
Nell'estate del 2002 la proprietà passa all'imprenditore Pietro Franza. Come nel campionato precedente, anche nella Serie B 2002-2003 i siciliani colgono la salvezza nelle ultime giornate. Ma nella stagione 2003-2004, il Messina coglie un'inaspettata promozione in Serie A sotto la guida di Bortolo Mutti, dopo 39 anni.

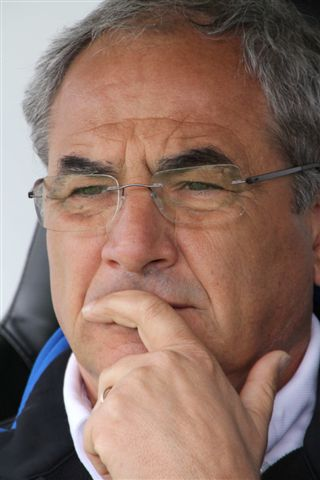
Bortolo Mutti, dal 2003 al 2006 allenatore del Messina.

Il Messina si presentò ai nastri di partenza della Serie A 2004-2005 con una squadra composta da molti degli artefici della promozione, tra cui Parisi, Di Napoli, Storari e il capitano Sullo. Il campionato si chiuse con un inaspettato 7º posto, con la squadra che sfiorò anche la qualificazione in Coppa UEFA e che avrebbe avuto la possibilità di disputare la Coppa Intertoto, ma il club non ottenne la licenza per parteciparvi.
Nell’estate 2005 la F.I.G.C. richiese l'esclusione del Messina dalla Serie A, a causa di irregolarità fiscali; il Consiglio federale ratificò l'esclusione su indicazione della COVISOC. La decisione fu confermata anche dal TAR, ma la società peloritana fu riammessa in massima serie nei primi di agosto dal Consiglio di Stato.
La stagione 2005-2006, però, si concluse con la retrocessione del Messina con il terzultimo posto in graduatoria, ma dopo lo scandalo di Calciopoli, fu riammesso in massima categoria, in virtù della retrocessione d'ufficio della Juventus all'ultimo posto e del miglior piazzamento nella zona rossa della classifica. Ma nella stagione 2006-2007, si classificò ultima retrocedendo nuovamente, stavolta per davvero. Nella Serie B 2007-2008, i peloritani si salvarono chiudendo al 14º posto, ma l'estate 2008 vide la situazione societaria divenire insostenibile per i debiti accumulati.

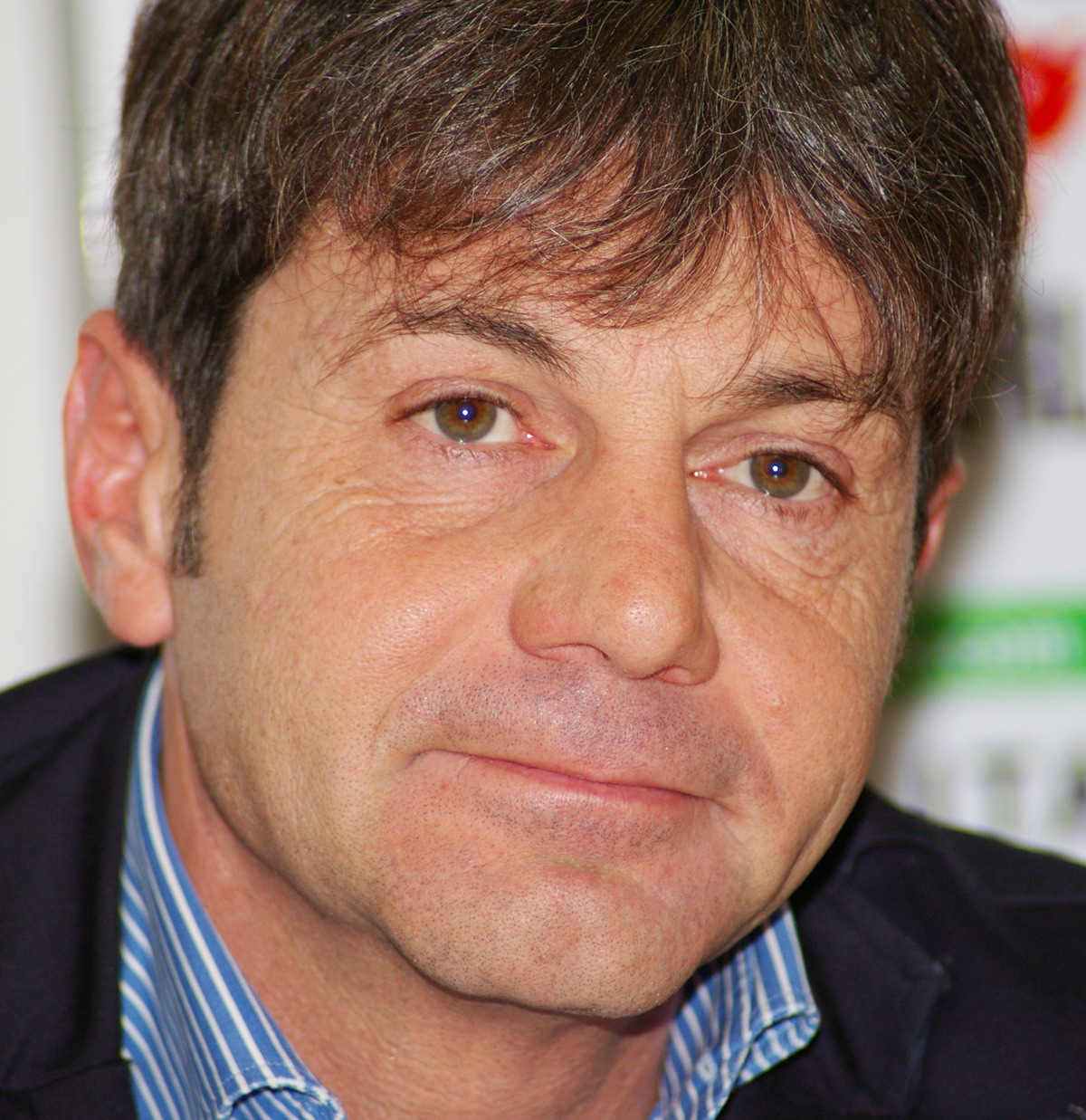
Nello Di Costanzo, allenatore del Messina nella stagione 2007-2008 e nella stagione 2014-2015.

Il Football Club Messina Peloro fallisce definitivamente il 27 novembre 2008 ma partecipa, su indicazione della prefettura stante il rifiuto del sindaco, alla Serie D 2008-2009 dopo la mancata iscrizione alla Serie B dello stesso anno.
Il 23 marzo 2009 la fallita "F.C. Messina Peloro", venne rilevata all'asta fallimentare dalla A.C.R. Messina S.r.l. di proprietà del romano Alfredo Di Lullo. Nasce pertanto l'Associazione Calcio Rinascita Messina.
Nel frattempo la squadra riesce a mantenere la categoria, grazie al 12º posto in Serie D 2008-2009. Il piazzamento si ripete anche nella stagione 2009-2010.
Nell'agosto 2010, il Messina passa in mano a Pietro Santarelli. Egli però non onorerà mai gli impegni societari assunti con la precedente proprietà, e pertanto nel novembre 2010, Marcella Chierichella e Arturo Di Mascio cedono le quote societarie agli imprenditori Bruno Martorano e Vincenzo Principato nel mentre che il Messina conclude la Serie D 2010-2011 con una "tranquilla" salvezza.

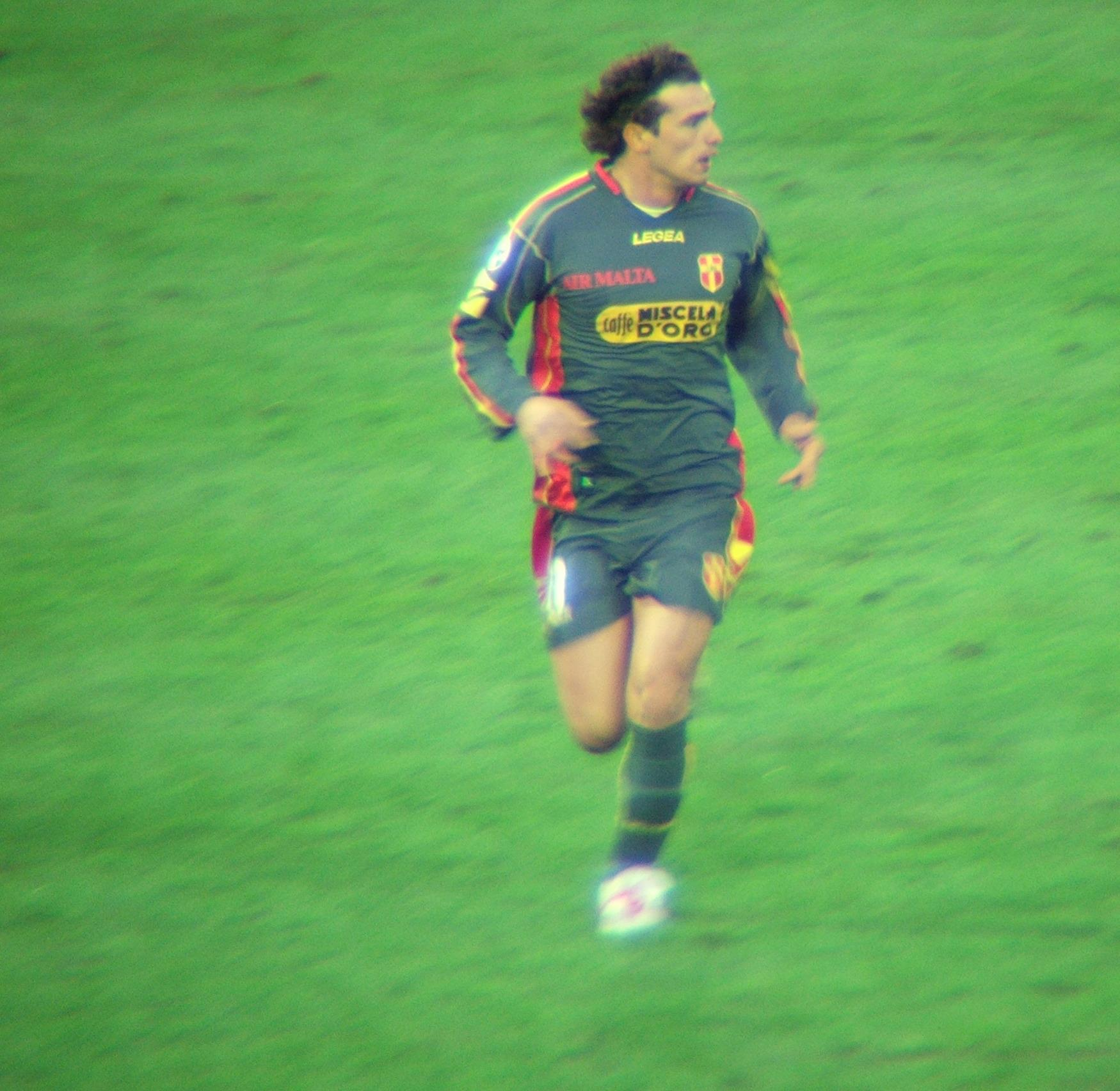
Arturo Di Napoli, in maglia messinese dal 2003 al 2007 e di nuovo dal 2009 al 2010.

Il 14 agosto 2011 il gruppo Martorano trasferisce le quote della società a Raffaele Manfredi. Il Messina raggiunge il quarto posto del campionato di Serie D 2011-2012, accedendo così ai play-off. Dopo aver superato per 3-1 in trasferta la Battipagliese in semifinale, perde la finale contro il Cosenza per 3-0 allo Stadio San Vito. Il 12 giugno 2012 la società annuncia di aver ceduto il 100% delle quote al gruppo industriale di Pietro Lo Monaco. Il campionato di Serie D 2012-2013, sancisce la promozione in Lega Pro Seconda Divisione 2013-2014.
La stagione 2013-2014, dopo dei passi falsi iniziali, si conclude con la promozione al primo posto nella rinnovata Lega Pro 2014-2015. Il 19 dicembre 2013, il patron Pietro Lo Monaco e i suoi collaboratori, alla presenza del notaio Nunzio Arrigo, firmano l'atto che rinomina la società Associazioni Calcio Riunite Messina 1947.
Dopo una stagione fallimentare, il Messina retrocede il 30 maggio 2015 dopo aver perso i play-out con la Reggina. Il 7 agosto, la società viene ceduta da Pietro Lo Monaco a un gruppo di imprenditori guidato da Natale Stracuzzi, che assume la carica di presidente. Successivamente, è stato nominato come nuovo allenatore Arturo Di Napoli. Il 29 agosto, il Messina viene riammesso in Lega Pro per sopperire ai vuoti creatisi a causa delle indagini sull'inchiesta Dirty Soccer.

Gianluca Grassadonia, allenatore del Messina dal 2013 al 2015

La stagione 2015-2016 viene conclusa al 7º posto, garantendo la partecipazione alla Coppa Italia.
Il 18 febbraio 2017, la proprietà composta da Stracuzzi, Oliveri, Micali e dalla società Antares cede l'intero pacchetto azionario a Franco Proto.
Il Messina ottiene la salvezza matematica il 7 maggio 2017, grazie al pareggio maturato con la Vibonese.
Il 14 luglio successivo, a seguito della mancata presentazione della fideiussione relativa all'iscrizione al campionato di Serie C 2017-2018, viene esclusa automaticamente dalla competizione. L'ACR di Proto fallisce e viene resa necessaria una manifestazione di interesse del Comune di Messina per far nascere una nuova società con una nuova matricola per poter partecipare al Campionato di Serie D. Il 25 luglio, dopo l'unica manifestazione d'interesse arrivata a Palazzo Zanca, l'amministrazione comunale affida a Pietro Sciotto la composizione di una nuova società, per partecipare al campionato di Serie D 2017-2018. Il 26 luglio, presso lo studio del notaio Pierangela Pitrone, nasce la nuova società, l'Associazione Calcio Rilancio Messina S.S.D. a r.l., i cui proprietari sono Pietro Sciotto (neo presidente) e il fratello Matteo. Il 4 agosto, il sodalizio peloritano viene ammesso in Serie D, ove conclude il campionato al sesto posto. Conclude poi la stagione 2018-2019 del campionato di Serie D al dodicesimo posto.
Il 13 giugno 2019 viene acquistato il marchio storico della Associazioni Calcio Riunite Messina, e in tal modo la società cambia la propria denominazione in Associazioni Calcio Riunite Messina Società Sportiva Dilettantistica. Termina il campionato di Serie D 2019-2020 (sospeso dopo lo scoppio della Pandemia di COVID-19) all'ottavo posto.
Il 13 luglio 2020, la società presieduta da Pietro Sciotto cede il 30% delle quote societarie agli imprenditori salernitani Carmine Del Regno ed Enzo Bove. La stagione 2020-2021 si conclude al 1º posto nel girone I della Serie D con la conseguente promozione del Messina in Serie C; l'anno successivo i giallorossi, pur rimanendo nelle retrovie, centrano la salvezza diretta.
La stagione 2022-2023 della Serie C si concluse per il Messina con un 17º posto obbligandoli dunque a giocarsi la salvezza tramite i Play Out. Le due sfide si tennero contro la Gelbison. La prima, in casa dei Rossoblu, finì 1-0 a favore dei padroni di casa. Nella sfida di ritorno in casa del Messina la squadra giallorossa prevalse per 1-0 e, per via della classifica generale che li vedeva avanti di una posizione rispetto alla Gelbison, ottennero la salvezza in Serie C mandando la squadra Campana in serie D. La stagione 2023-2024 vede il Messina, sotto la guida del tecnico Giacomo Modica, conseguire la permanenza in Serie C con un turno di anticipo; assai più complicata è l'annata 2024-2025 (segnata anche da nuove difficoltà amministrative), che vede il Messina trascorrere tutto il campionato nei bassifondi della classifica. Nonostante alcune vittorie nella parte finale della stagione, i giallorossi non riescono a evitare i play-out, da cui escono sconfitti per mano del Foggia, ritornando in Serie D dopo 4 anni.

## Colori e simboli
| Periodo   | Colori                       | Denominazione                        |
| --------- | ---------------------------- | ------------------------------------ |
| 1900-1910 |                              | Messina F.C.                         |
| 1910-1915 |                              | Società Ginnastica Garibaldi Messina |
| 1919-1922 | U.S. Messinese               |                                      |
| 1922-1924 | Messina F.C.                 |                                      |
| 1924-1928 | U.S. Messinese               |                                      |
| 1928-1940 |                              | A.C. Messina                         |
| 1941-1943 |                              | U.S. Mario Passamonte                |
| 1945-1946 |                              | A.S. Messina                         |
| 1946-1947 | A.C. Messina                 |                                      |
| 1947-1998 |                              | A.C.R. Messina                       |
| 1993-1997 | A.S. Messina                 |                                      |
| 1997-2009 | F.C. Messina Peloro          |                                      |
| 2009-2014 | A.C. Rinascita Messina       |                                      |
| 2014-2017 | A.C.R. Messina               |                                      |
| 2017-2019 | A.C. Rilancio Messina S.S.D. |                                      |
| 2019-     | A.C.R. Messina               |                                      |

### Colori
I colori del Messina sono tradizionalmente il giallo ed il rosso; essi si rifanno allo stemma della città, rappresentato da una croce d'oro su campo rosso. 
Tra il 1900 e il 1910, i colori sociali della squadra messinese erano il bianco ed il blu. Mentre tra il 1910 e il 1928, e tra il 1941 e il 1943, i colori sociali erano il bianco ed il nero.
Divise
Nel corso degli anni le varie squadre messinesi hanno vestito divise di colori differenti. Il Messina Football Club vestiva infatti divise bianco-blu; la Ginnastica Garibaldi utilizzava maglie di colore rosso; l'U.S. Messinese adottò invece maglie bianche a collo nero, con applicato lo stemma della città, anche il Messina F.C. fondato nel novembre 1922 indossava maglie bianco-nere. L' A.C. Messina nel 1928 adottò una maglia bianca con bordi giallorossi.
L'A.C.R. Messina confermò la divisa: maglia bianca, e stemma di Messina (con i classici colori giallo e rosso) sul petto Nel corso degli anni verranno utilizzate divise analoghe, o che comunque manterranno sempre evidenti i colori sociali giallo e rosso (ad esempio le divise interamente rosse listate di giallo indossate negli anni duemila).
Evoluzione delle divise
| Manica sinistra · Maglietta · Manica destra · Pantaloncini · Calzettoni |
| 1900                                                                    |

| Manica sinistra · Manica sinistra · Maglietta · Maglietta · Manica destra · Manica destra · Pantaloncini · Calzettoni |
| 1910 |

| Manica sinistra · Maglietta · Manica destra · Pantaloncini · Calzettoni |
| 1911-1915                                                               |

| Manica sinistra · Maglietta · Maglietta · Manica destra · Pantaloncini · Calzettoni |
| Inizio anni '20 Inizio anni '30                                                     |

| Manica sinistra · Manica sinistra · Maglietta · Maglietta · Manica destra · Manica destra · Pantaloncini · Calzettoni |
| Fine anni '20 |

| Manica sinistra · Maglietta · Maglietta · Manica destra · Pantaloncini · Calzettoni · Calzettoni |
| Fine anni '30 2003-2006                                                                          |

| Manica sinistra · Maglietta · Maglietta · Manica destra · Pantaloncini · Calzettoni |
| Anni '40                                                                            |

| Manica sinistra · Manica sinistra · Maglietta · Maglietta · Manica destra · Manica destra · Pantaloncini · Calzettoni · Calzettoni |
| 1981-1983 |

| Manica sinistra · Manica sinistra · Maglietta · Maglietta · Manica destra · Manica destra · Pantaloncini · Calzettoni · Calzettoni |
| 1993-1996 |

| Manica sinistra · Manica sinistra · Maglietta · Maglietta · Manica destra · Manica destra · Pantaloncini · Calzettoni |
| 1996-1997 |

| Manica sinistra · Maglietta · Maglietta · Manica destra · Pantaloncini · Calzettoni |
| 2010-2011                                                                           |

| Manica sinistra · Manica sinistra · Maglietta · Maglietta · Manica destra · Manica destra · Pantaloncini · Calzettoni |
| 1947-1980 1983-1993 1997-2014                                                                                         |

| Manica sinistra · Manica sinistra · Maglietta · Maglietta · Manica destra · Manica destra · Pantaloncini · Pantaloncini · Calzettoni |
| 2014-2015 |

| Manica sinistra · Manica sinistra · Maglietta · Maglietta · Manica destra · Manica destra · Pantaloncini · Pantaloncini · Calzettoni |
| 2015-2016; 2020- |

| Manica sinistra · Manica sinistra · Maglietta · Maglietta · Manica destra · Manica destra · Pantaloncini · Pantaloncini · Calzettoni |
| 2016-2017 |

| Manica sinistra · Manica sinistra · Maglietta · Maglietta · Manica destra · Manica destra · Pantaloncini · Pantaloncini · Calzettoni |
| 2017-2019 |

| Manica sinistra · Manica sinistra · Maglietta · Maglietta · Manica destra · Manica destra · Pantaloncini · Pantaloncini · Calzettoni |
| 2019-2020 |

### Simboli ufficiali

#### Stemma

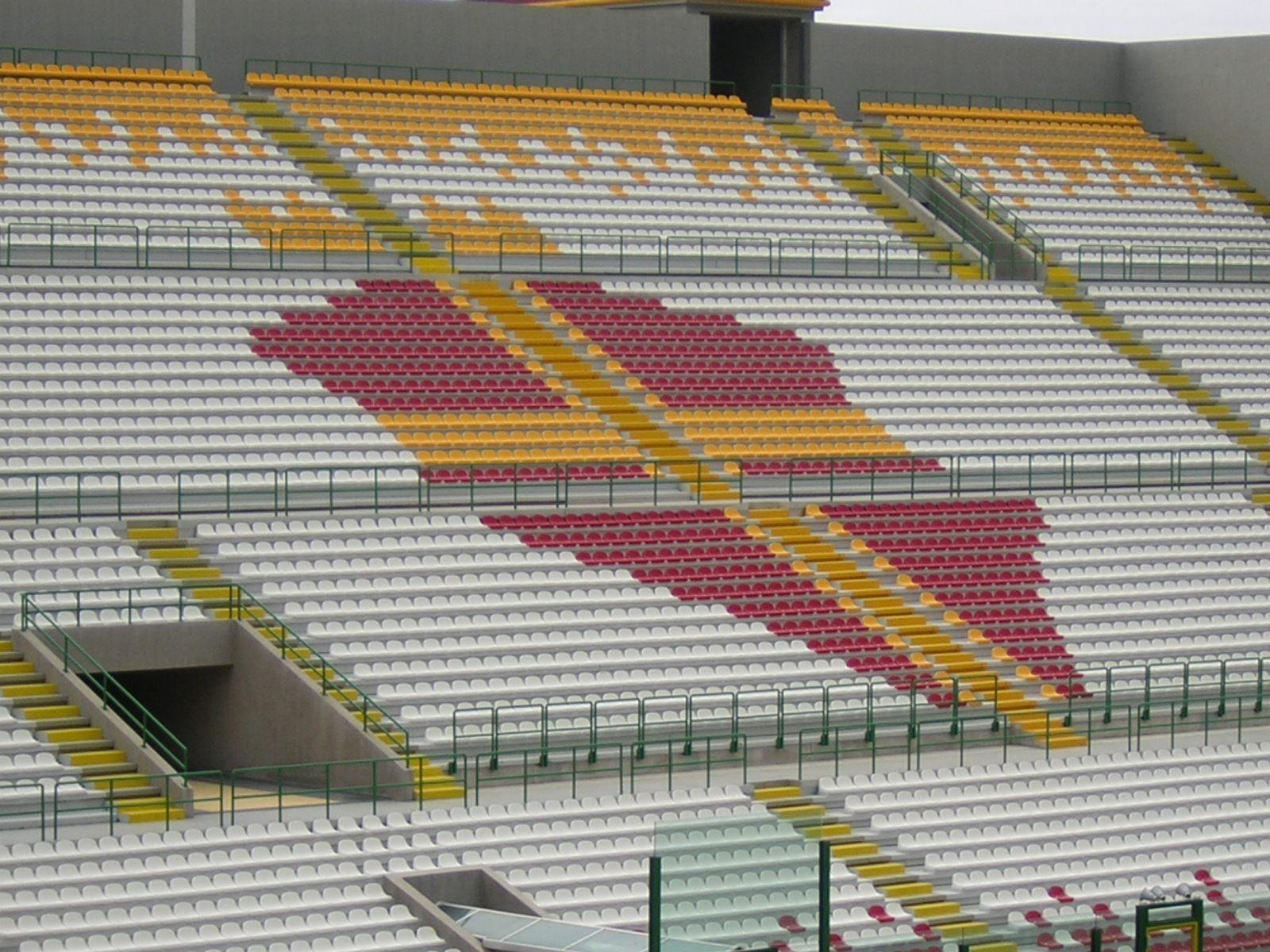
Lo stemma di Messina sulle tribune dello stadio San Filippo-Franco Scoglio.

Lo stemma crociato fu utilizzato sin dal 1919, quando al cavaliere Allegra, furono donate dodici maglie bianche dalla Difesa Marittima, alle quali vennero applicati colletto nero, e appunto lo stemma crociato della città.
Il logo nel corso degli anni ha mantenuto lo stemma crociato. Lo stemma societario attuale è rappresentato da uno scudo bianco bordato d'oro, con all'interno una versione semplificata dello scudo crociato giallo-rosso, la denominazione sociale in giallo, due bande orizzontali giallo - rosse e la dicitura "dal 1900".
Di seguito tutti i loghi del Messina.

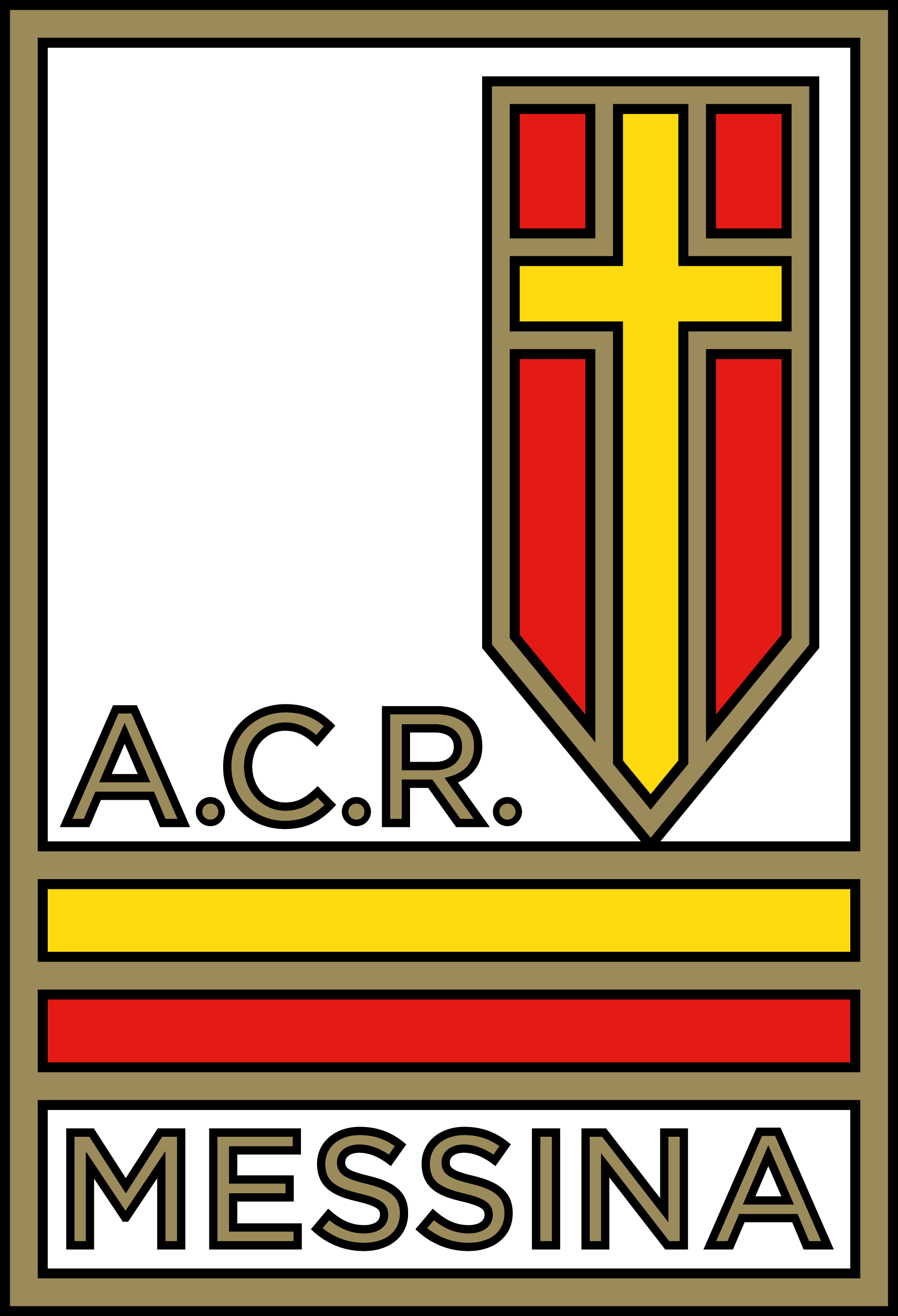
Logo utilizzato dal 1947 al 1993
Logo utilizzato dal 1997 al 2008
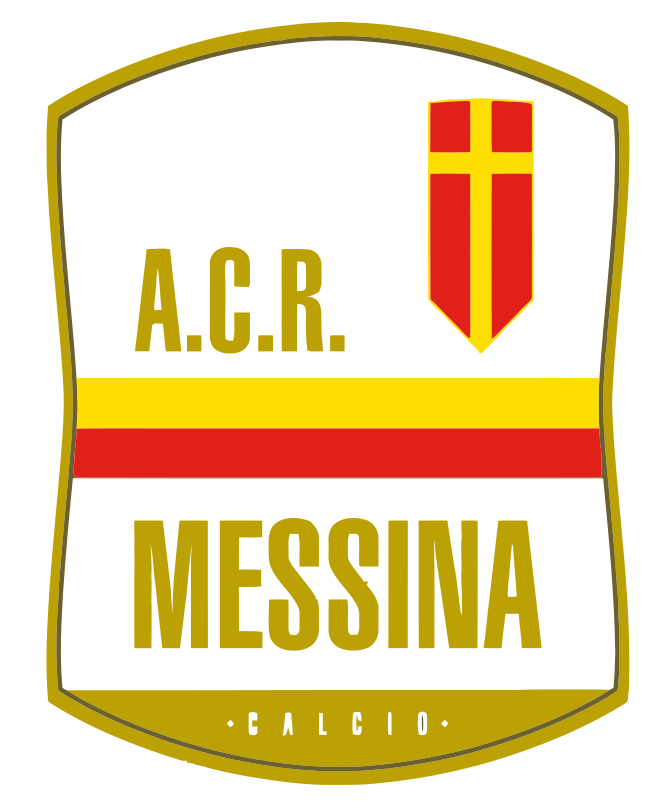
Logo utilizzato dal 2011 al 2013
Logo utilizzato dal 2017 al 2019

#### Inno
Il Messina negli anni recenti (dal 2015 sino ai primi mesi del 2017), ha avuto come inno ufficiale Cuore Giallorosso di Josuè Previti. Altri inni sono stati Messina punto e basta, interpretato da Corrado Lojacono (utilizzato negli anni '60 e '70, e ripreso negli anni duemiladieci), Vola, cantato da Salvatore Trimarchi e Sugnu Missinisi, cantato da Tony Canto ed utilizzato dal 2013 sino al 2015.

#### Mascotte
La mascotte storica del Messina calcio è il pesce spada chiamato "Spadino 'u missinisi". Di solito viene disegnato come un pesce spada sorridente, vestito con la maglia biancoscudata, che infilza un pallone da calcio. 
In tempi recenti, in particolare negli ultimi campionati di Serie A, la mascotte della squadra è stata anche il leone "Liu 'u missinisi", un leone antropomorfo in divisa biancoscudata, molto simile a quello posto in cima al campanile della cattedrale di Messina.

## Strutture

### Stadio

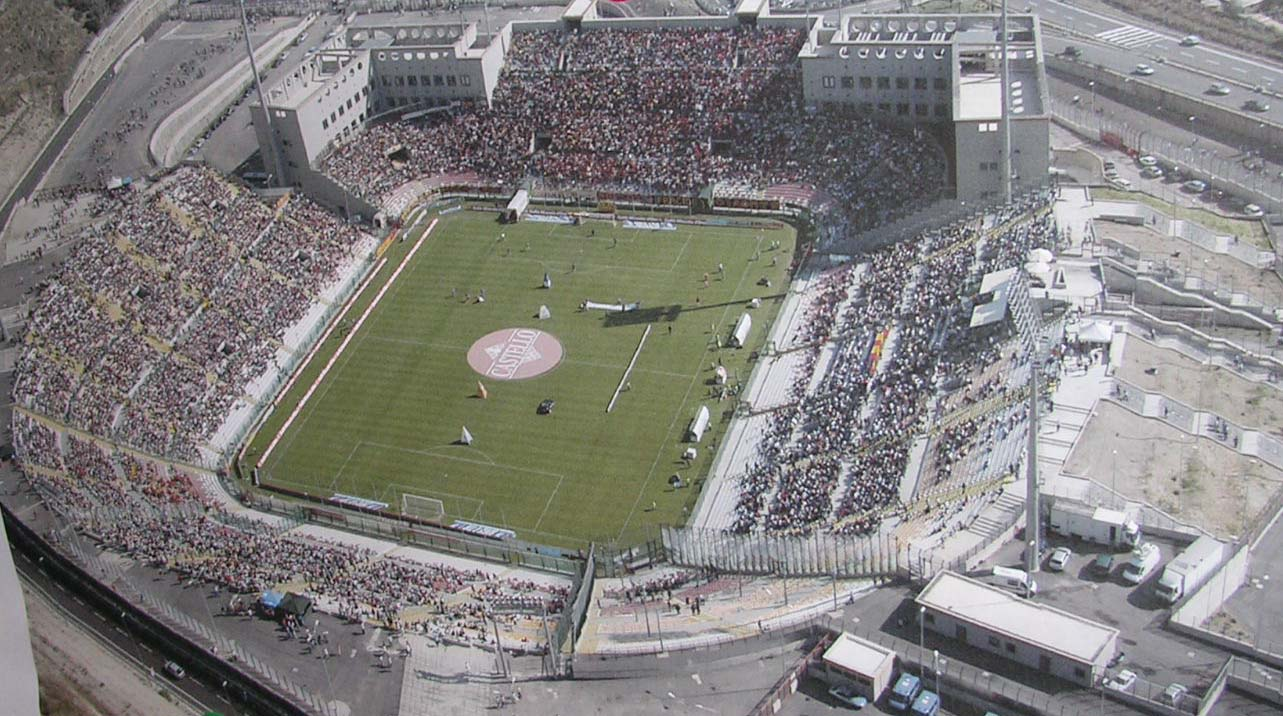
Lo stadio San Filippo-Franco Scoglio gremito.

Il Messina gioca le partite interne allo stadio San Filippo-Franco Scoglio, che ha una capienza di 38.722 spettatori,. Il "San Filippo", inaugurato nell'estate 2004, sostituì lo stadio Giovanni Celeste, impianto storico della città, utilizzato dal Messina già negli anni trenta.
Fino alla metà degli anni dieci la squadra disputava le partite interne nello spiazzo di San Raineri. Il primo incontro disputato sul terreno di San Raineri fu giocato il 2 maggio 1901 tra Messina F.C. e Royal Yacht Catania, e terminò 1-1.
Tra il 1920 ed il 1922 giocò invece al campo di "Piano Moselle". L'impianto venne costruito grazie agli sforzi del presidente Giovanni Vento e del suo vice Augusto Salvato (già portiere della Ginnastica Garibaldi). La gara d'esordio fu giocata nel gennaio 1920, e vide di fronte l'U.S. Messinese e l'Ausonia Reggio Calabria; l'incontro terminò 6-0 per i siciliani.
A partire dalla stagione 1922-1923 venne utilizzato l'impianto di gioco "Enzo Geraci" presso la Cittadella, dove la squadra rimase fino al 1932. Nel settembre 1932 venne inaugurato lo stadio Gazzi di via Oreto. L'inaugurazione del "Gazzi" avvenne nel 1932, con un incontro amichevole tra Messina e Catania, conclusosi 1-1. Il "Gazzi" venne poi ufficialmente intitolato a Giovanni Celeste il 19 luglio 1948.

## Società
L'attuale società è di proprietà di Pietro Sciotto, e ha sede sulla Strada Statale 114, Km 6 - 98125 Messina. Il nome ufficiale del sodalizio peloritano è dal 2019 Associazioni Calcio Riunite Messina, fondato il 26 luglio 2017 come Associazione Calcio Rilancio Messina Società Sportiva Dilettantistica.

### Organigramma societario
Organigramma tratto dal sito ufficiale della società. 

### Sponsor
Elenco degli sponsor del Messina.

| Cronologia degli sponsor tecnici - 1982-1986 NR - 1986-1988 Adidas - 1988-1992 ABM - 1992-1996 Asics - 1996-1997 Hummel - 1997-2000 Kelme - 2000-2003 Asics - 2003-2012 Legea - 2012- Givova | Cronologia degli sponsor ufficiali 1982-1983 Eurass 1984-1986 Italvest 1986-1987 Porte Imic 1987-1988 Bellamacina 1988-1991 Porte Imic 1991-1993 Messina Porta della Sicilia 1995-1996 Vecchio Amaro del Capo 1997-1998 Caffè Barbera 1998-2000 Sirauto 2000-2003 Jonax 2003-2005 Caffè Miscela D'oro (Coppa Italia: Confcommercio) 2005-2006 Caffè Miscela D'oro e Air Malta 2006-2007 Air Malta / Framon Hotel Group / Castello Sicily / Legea / Sponsoring Group / Radio Margherita / Mazda Napoli / Hermes Media / Amref.it / Sporteconomy / Chevrolet Roberto Capitelli 2007-2008 Framon Hotel Group / Chevrolet 2008-2009 Davai / Birra del Sole 2009-2010 IRW International Rent Wash 2011-2012 Sigma 2012-2013 Bagaglino Resort / Despar 2013-2014 Qmotors.it / B2875 2014-2015 Messina Dream / B2875 2015-2016 Donare Gli Organi Per Regalare La Vita / Caffè Barbera [ 71 ] 2016-2017 Demma / L'Ambiente / QuiConviene.it / Centro Clinico Nemo Sud 2017-2018 Sciotto Automobili [ 72 ] 2018-2019 Acqua Fontalba / Sciotto Automobili [ 72 ] [ 73 ] [ 74 ] 2019-2023 Sciotto Automobili 2022-2023 Coop-Gruppo Radenza / Sciotto Automobili [ 70 ] 2023-2024 StarCasino.sport / Supermercati Panarello Carni / Sciotto Automobili [ 75 ] [ 76 ] 2024-2025 StarCasino.sport |

### Settore giovanile
Il settore giovanile dell'A.C.R. Messina si compone di: Giovanissimi Nazionali, Allievi Nazionali e Primavera 4.
I principali calciatori provenienti dal vivaio del Messina sono: Marco Materazzi vincitore della Champions League con l'Inter nel 2010, Giovanni La Camera vanta oltre 70 presenze in Serie B, Marco Crimi vanta 23 presenze in Serie A e oltre 100 presenze in Serie B, Giuseppe Rizzo 11 presenze in Serie A e oltre 100 presenze in Serie B.

## Diffusione nella cultura di massa
«Viva la squadra del Messina!», questa è la frase che Nino Frassica, ha pronunciato durante la puntata del 6 giugno 2017 della serie televisiva Complimenti per la connessione. L'attore messinese ha citato la sua squadra del cuore, anche in alcune puntate di Don Matteo. Inoltre Renzo Arbore ha citato il Messina durante uno spettacolo che ha tenuto a Furnari, dando notizia della riammissione della squadra peloritana in Lega Pro 2015-2016.

## Allenatori e presidenti
Di seguito l'elenco degli allenatori e dei presidenti della storia della società.
- 1901  F. L. Padgett
- 1902-1906  Huleatt Charles Bousfield
- 1908-1910  Jullet
- 1910  Nazzareno Allegra
- 1912-1915  Nazzareno Allegra
- 1915-1919 Inattivo
- 1919-1922  Nazzareno Allegra
- 1922-1925  Giovanni Stracuzzi
- 1925-1927  Gottardi
- 1927-1929  Giovanni Panosetti
- 1929-1930  Giovanni Panosetti (1ª-?ª)
 Clemente Morando (?ª-30ª)
- 1930-1931  Clemente Morando (1ª-?ª)
 Luigi Cevenini (?ª-22ª)
- 1931-1932  Engelbert König
- 1932-1933  Engelbert König (1ª-?ª)
 György Orth (?ª-34ª)
- 1933-1934  György Orth
- 1934-1935  Pietro Piselli (1ª-?ª)
 Ezio Sclavi (?ª-30ª)
- 1935-1936  Angelo Mattea
- 1936-1937  Richard Klug (1ª-18ª)
 Heinrich Bachmann (19ª-30ª)
- 1937-1938  Cesare Migliorini (1ª-8ª)
 Ferenc Plemich (9ª-34ª)
- 1938-1939  Albino Carraro
- 1939-1940  Engelbert König
- 1940-1942  Domenico Mazzotta
- 1942-1943  Trapani e  Domenico Mazzotta (D.T.)
- 1943-1945 Inattivo
- 1945-1946  Oronzo Pugliese
- 1946-1947  Oronzo Pugliese (1ª-?ª)
 Renato Ferretti (?ª-22ª e girone finale)
- 1947-1948  Virgilio Felice Levratto
- 1948-1949  Virgilio Felice Levratto (1ª-?ª)
 Engelbert König (?ª-38ª)
- 1949-1950  Mihály Balacics (1ª-17ª)
 Oronzo Pugliese (18ª-34ª e spareggio)
- 1950-1951  Oronzo Pugliese (1ª-7ª)
 Carlo Rigotti (8ª-42ª)
- 1951-1952  Carlo Rigotti
- 1952-1953  Rodolphe Hiden
- 1953-1954  Rodolphe Hiden (1ª-5ª)
 Luigi Bassi (6ª-7ª)
 Cesare Gallea (8ª-34ª)
- 1954-1956  Manlio Bacigalupo
- 1956-1957  Rodolphe Hiden (1ª-26ª)
 Tonino Colomban (27ª-30ª)
 Ivo Fiorentini (31ª-34ª)
- 1957-1958  Ivo Fiorentini
- 1958-1961  Bruno Arcari
- 1961-1964  Umberto Mannocci
- 1964-1967  Tonino Colomban
- 1967-1968  Umberto Mannocci
- 1968-1969  Paolo Todeschini
- 1969-1971  Tonino Colomban
- 1971-1972  Oscar Massei
- 1972-1973  Oscar Massei (1ª-11ª)
 Emilio Zanotti (12ª-38ª)
- 1973-1974  Giusto Lodi
- 1974-1975  Luigi Moschella (1ª-?ª)
 Franco Scoglio (?ª-38ª)
- 1975-1976  Bruno Bolchi
- 1976-1977  Giorgio Rumignani (1ª-?ª)
 Adelchi Brach (?ª-?ª)
 Giorgio Rumignani (?ª-38ª)
- 1977-1978  Enrico Hanset (1ª-19ª)
 Adelchi Brach (20ª-34ª)
- 1978-1979  Adelchi Brach (1ª-?ª)
 Lino De Petrillo (?ª-34ª)
- 1979-1980  Paolo Ferrario (1ª-?ª)
 Antonio De Bellis (?ª-?ª)
 Nicola Trimarchi (?ª-34ª)
- 1980-1981  Franco Scoglio (1ª-?ª)
 Mario Santececca (?ª-34ª)
- 1981-1982  Alfredo Ballarò (1ª-?ª)
 Gennaro Rambone (?ª-?ª)
 Giovanni Bonetti (?ª-?ª)
 Alfredo Ballarò (?ª-34ª)
- 1982-1983  Alfredo Ballarò
- 1983-1984  Alberto Spelta (1ª-?ª)
 Gianni Seghedoni (?ª-34ª)
- 1984-1988  Franco Scoglio
- 1988-1989  Zdeněk Zeman
- 1989-1990  Francesco Scorsa (1ª-11ª)
 Adriano Buffoni (12ª-38ª e spareggio)
- 1990-1991  Giuseppe Materazzi (1ª-33ª)
 Tonino Colomban e  Pietro Ruisi (34ª-38ª)
- 1991-1992  Mario Colautti (1ª-25ª)
 Fernando Veneranda (26ª-38ª)
- 1992-1993  Pietro Ruisi (1ª-?ª)
 Gianni Anna e  Tonino Colomban (?ª-34ª)
- 1993-1994  Angelo Busetta (1ª-?ª)
 Vincenzo Domingo (?ª-?ª)
 Marcello Prima (?ª-?ª)
 Giuseppe Cannavò (?ª-38ª)
- 1994-1995[89]  Nino Barone (1ª-?ª)
 Angelo Busetta (?ª-?ª)
 Carmelo Miceli (?ª-?ª)
 Nino Barone (?ª-34ª)
- 1995-1996[90]  Giuseppe Sabadini (1ª-?ª)
 Pino Aneri (?ª-34ª)
- 1996-1997[91]  Alfredo Ballarò (1ª-?ª)
 Antonino Aloi (?ª-?ª)
 Loris De Carolis (?ª-?ª)
 Pino Irrera (?ª-?ª)
 Loris De Carolis (?ª-?ª)
 Pino Irrera (?ª-?ª)
 Bruno Caneo (?ª-?ª)
 Loris De Carolis (?ª-38ª)
- 1997-1998  Pietro Ruisi
- 1998-1999  Pietro Ruisi (1ª-?ª)
 Stefano Cuoghi (?ª-34ª e play-off)
- 1999-2000  Stefano Cuoghi
- 2000-2001  Paolo Beruatto (1ª-9ª)
 Carlo Florimbi (10ª-34ª e play-off)
- 2001-2002  Ernesto Apuzzo e  Daniele Arrigoni (1ª-26ª)
 Ernesto Apuzzo (27ª)
 Daniele Arrigoni (28ª-38ª)
- 2002-2003  Francesco Oddo (1ª-32ª)
 Bruno Bolchi (33ª-38ª)
- 2003-2004  Vincenzo Patania (1ª-7ª)
 Bortolo Mutti (8ª-46ª)
- 2004-2005  Bortolo Mutti
- 2005-2006  Bortolo Mutti (1ª-31ª)
 Gian Piero Ventura (32ª-38ª)
- 2006-2007  Bruno Giordano (1ª-22ª)
 Alberto Cavasin (23ª-29ª)
 Bruno Giordano (30ª-33ª)
 Bruno Bolchi (34ª-38ª)
- 2007-2008  Nello Di Costanzo
- 2008-2009  Gaetano Di Maria
- 2009-2010  Pietro Infantino (1ª-?ª)
 Sergio Pirozzi (?ª-?ª)
 Eugenio Labonia (?ª-?ª)
 Pietro Infantino (?ª-?ª)
 Eugenio Labonia (?ª-34ª)
- 2010-2011  Giovanni Cirino (1ª-4ª)
 Loris Beoni (5ª-20ª)
 Sergio Campolo (21ª-33ª)
 Giovanni Cirino (34ª-38ª)
- 2011-2012  Andrea Pensabene (1ª-3ª)
 Alessandro Bertoni (4ª-34ª)
- 2012-2013  Gaetano Catalano
- 2013-2014  Gaetano Catalano (1ª-14ª)
 Gianluca Grassadonia (15ª-34ª)
- 2014-2015  Gianluca Grassadonia (1ª-28ª)
 Nello Di Costanzo (29ª-38ª e play-out)
- 2015-2016  Arturo Di Napoli (1ª-20ª)
 Raffaele Di Napoli (21ª-34ª)
- 2016-2017  Valerio Bertotto (precamp.)
 Salvatore Marra (1ª-9ª)
 Cristiano Lucarelli (10ª-38ª)
- 2017-2018  Antonio Venuto (1ª-6ª)
 Giacomo Modica (7ª-34ª)
- 2018-2019  Giuseppe Raffaele (precamp.)
 Pietro Infantino (1ª-5ª)
 Oberdan Biagioni (6ª-30ª)
 Pietro Infantino (31ª-34ª)
- 2019-2020  Michele Cazzarò (1ª-3ª)
 Pasquale Rando (4ª-10ª)
 Karel Zeman (11ª-23ª)
 Andrea Pensabene (24ª-26ª)
- 2020-2021  Raffaele Novelli
- 2021-2022  Salvatore Sullo (1ª-8ª)
 Ezio Capuano (9ª-18ª)
 Ezio Raciti (19ª-38ª)
- 2022-2023  Gaetano Auteri (1ª-20ª)
 Ezio Raciti (21ª-38ª e play-out)
- 2023-2024  Giacomo Modica
- 2024-2025  Giacomo Modica (1ª-23ª)
 Simone Banchieri (24ª-36ª)
 Antonio Gatto (37ª-38ª e play-out)

## Calciatori

### Capitani
Lista dei capitani del Messina
- Salvatore Sullo (2003-2006)[94]
- Marco Storari (2006-al 17 gennaio 2007)[95]
- Marco Zanchi (dal 17 gennaio 2007-al 6 aprile 2007)[96]
- Christian Riganò (dal 6 aprile 2007-al 27 maggio 2007)[97]
- Carmine Coppola (2007-2008, 2011-2012)[98][99]
- Giorgio Corona (2012-2015)[100]
- Alessandro Parisi (2015-2016)[101]

### Contributo alle Nazionali

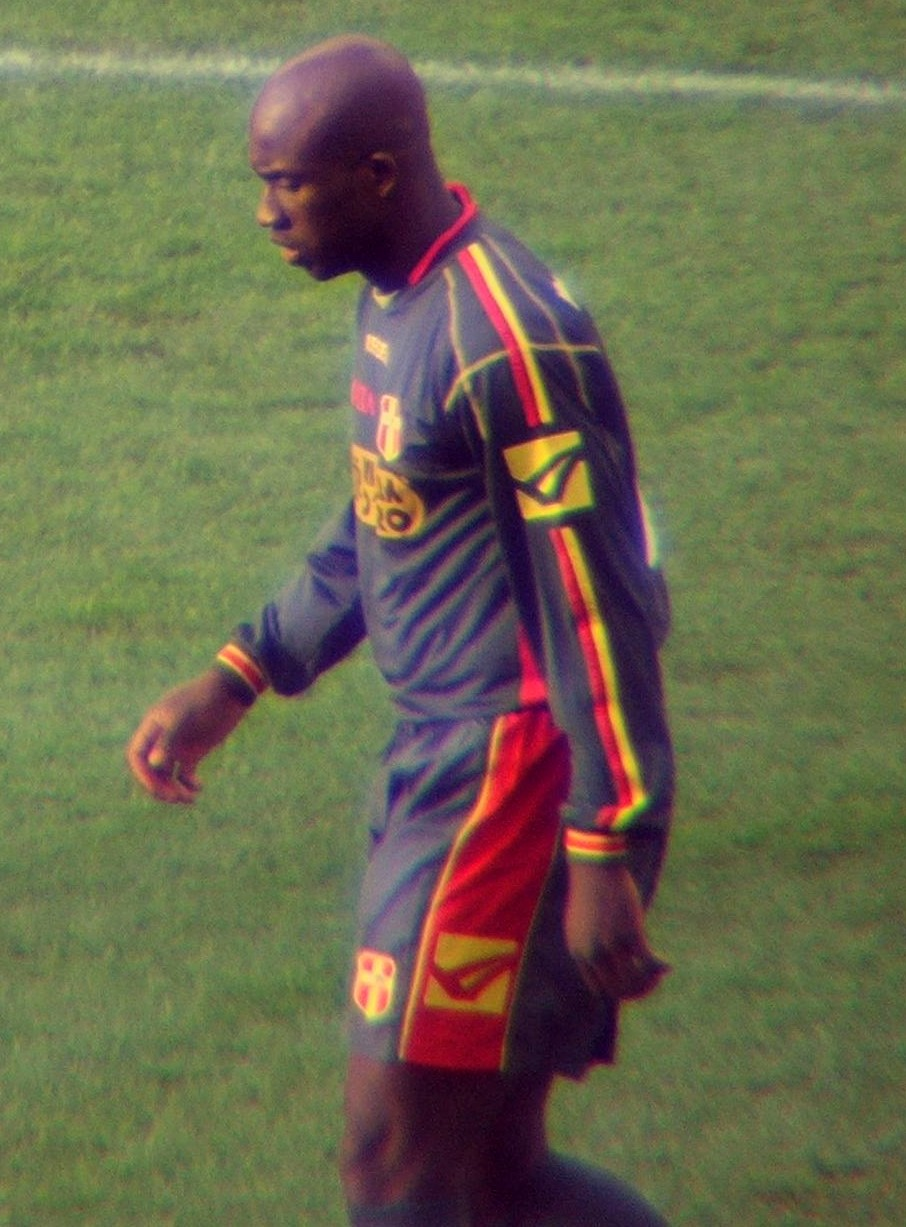
Marco André Zoro.

Il primo calciatore italiano del Messina ad essere stato convocato in Nazionale è stato Fernando Benatti nel 1964-65, sebbene non abbia mai esordito. Il primo a vestire la maglia azzurra è stato Alessandro Parisi. Il difensore scese in campo in occasione dell'amichevole tra Italia e Finlandia, disputata proprio allo Stadio San Filippo di Messina il 17 novembre 2004 (risultato finale: 1-0).
Parisi non è il solo italiano ad aver vestito la maglia azzurra della Nazionale nel periodo di militanza nel Messina. Insieme a lui figura anche il centrocampista Carmine Coppola, che scese in campo in occasione dello stage negli Stati Uniti nell'estate 2005. Coppola debuttò l'8 giugno contro la Serbia e Montenegro, e tre giorni dopo partì titolare contro l'Ecuador.
Di più sono stati i calciatori stranieri che, dal dopoguerra in poi, sono stati convocati nelle rispettive Nazionali durante la propria militanza messinese. Essi sono: Edgar Álvarez (Honduras), Julio Gutiérrez (Cile), Rahman Rezaei (Iran, medaglia di bronzo alla Coppa d'Asia 2004), Hany Said (Egitto), Atsushi Yanagisawa e Mitsuo Ogasawara (Giappone), Marco André Zoro (Costa d'Avorio, medaglia d'argento alla Coppa d'Africa 2006).

## Palmarès

### Competizioni nazionali
- Campionato italiano di Serie B: 1

1962-1963

### Competizioni interregionali
- Campionato italiano Serie C: 2

1949-1950 (girone D), 1931-1932 (girone B)
- Campionato italiano Serie C1: 1

1985-1986 (girone B),
- Campionato italiano Serie C2: 3

1982-1983 (girone D), 1999-2000 (girone C), 2013-2014 (girone B)
- Campionato italiano Serie D: 4

1973-1974 (girone I), 1997-1998 (girone I), 2012-2013 (girone I), 2020-2021 (girone I)

## Statistiche e record

### Partecipazione ai campionati
| Livello | Categoria                       | Partecipazioni | Debutto   | Ultima stagione | Totale |
| ------- | ------------------------------- | -------------- | --------- | --------------- | ------ |
| 1º      |                                 |                |           |                 |        |
| Serie A | 5                               | 1963-1964      | 2006-2007 | 5               |        |
| 2º      | Serie B                         | 32             | 1932-1933 | 2007-2008       | 33     |
| 2º      | Campionato Meridionale          | 1              | 1928-1929 | 1928-1929       | 33     |
| 3º      | Seconda Divisione               | 2              | 1926-1927 | 1927-1928       | 33     |
| 3º      | Prima Divisione                 | 3              | 1929-1930 | 1931-1932       | 33     |
| 3º      | Serie C                         | 20             | 1938-1939 | 2024-2025       | 33     |
| 3º      | Serie C1                        | 5              | 1983-1984 | 2000-2001       | 33     |
| 3º      | Lega Pro                        | 3              | 2014-2015 | 2016-2017       | 33     |
| 4º      | Serie D                         | 7              | 1973-1974 | 2025-2026       | 15     |
| 4º      | Serie C2                        | 7              | 1978-1979 | 1999-2000       | 15     |
| 4º      | Lega Pro Seconda Divisione      | 1              | 2013-2014 | 2013-2014       | 15     |
| 5º      | Campionato Nazionale Dilettanti | 5              | 1993-1994 | 1997-1998       | 10     |
| 5º      | Serie D                         | 5              | 2008-2009 | 2012-2013       | 10     |

### Statistiche individuali

Salvatore Schillaci.

Le statistiche tengono in considerazione i campionati dal 1922 per le presenze, dal 1929 per le reti messe a segno.
| Record di presenze - 256 Salvatore Schillaci (1982-1989) - 245 Angelo Stucchi (1958-1967) - 211 Carmine Coppola (2001-2007, 2007-2008, 2011-2012) - 208 Nicolò Napoli (1980-1983, 1984-1987) - 201 Costantino Lo Bosco (1968-1975) - 201 Agostino Maglio (1975-1983) | Record di reti - 92 Renato Ferretti (1930-1937) - 77 Salvatore Schillaci (1982-1989) - 66 Arturo Di Napoli (2003-2007, 2009-2010) - 61 Giorgio Corona (1998-1999, 2011-2015) - 58 Giovanni Corallo (1926-1934, 1938-1940) - 58 Vittorio Torino (1998-2001) |

## Tifoseria

### Storia
Il primo gruppo organizzato di tifosi messinesi nacque nel 1973 con la fondazione dei Fedelissimi; altri gruppi ultras sono e/o sono stati: Gioventù Giallorossa 1980, Uragano CEP 1982, Nocs 1983, Testi Fracidi 1990, Tipi Loschi, Fighters, Bordello, Corazzata Giallorossa, Lions, attivo sino al 2017, Assidui, Raggiati, Viking, Rebels, Vecchia Maniera attivo sino al 2020.
Al 2023 i gruppi ultras attivi sono: Fedelissimi 1973, Gioventù Giallorossa 1980, Uragano CEP 1982, Nocs 1983, Testi Fracidi 1990, Semu Pacci Gruppo Ritiro 2010.

### Gemellaggi e rivalità

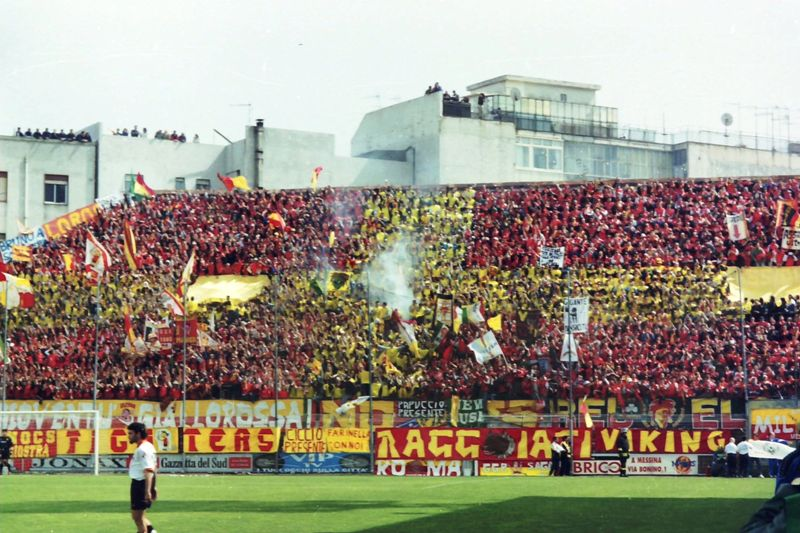
Coreografia della Curva Sud del Celeste durante il derby dello Stretto del 14 aprile 2002, vinto dai peloritani.

La tifoseria messinese, dal 1987, è gemellata con quella del Frosinone. Vi sono altri gemellaggi con le tifoserie di Avellino e Modena.
Un forte gemellaggio esistente, era quello con la tifoseria del Pescara dal 1986 al 2016 e che è stato sciolto per iniziativa dei Rangers, gruppo principale della tifoseria pescarese, per diversi motivi senza condivisione da gran parte del resto della tifoseria biancoazzurra, motivo per cui attualmente le due tifoserie restano in buoni rapporti. Altro storico legame, durato dal 2002 al 2017, è stato con il Nardò, non più esistente dopo la dismissione del gruppo organizzato neretino South Boys 2002.
Per quanto riguarda le amicizie, forti amicizie consolidate nel tempo sono quelle con le tifoserie del Vicenza (quest'ultima nata per effetto del gemellaggio tra vicentini e pescaresi) e della Nissa.
Nel corso degli anni i tifosi messinesi hanno instaurato rapporti di amicizia anche con i tifosi del Napoli, Atletico Catania, Casertana, Cavese e Juve Stabia.
Inoltre, risulta esserci un rapporto di amicizia con la tifoseria del Monopoli, in particolar modo tra i gruppi Gioventù Giallorossa 1980 e Army Korps 1980 Monopoli.
Le rivalità da sempre più sentite sono quelle con i dirimpettai calabresi della Reggina, con cui ci si scontra nel Derby dello Stretto e con il Catania, scontro che dà vita ad uno dei Derby di Sicilia. A causa della rivalità con gli amaranto, gli ultras messinesi hanno astio anche nei confronti dei tifosi salernitani e baresi, storicamente gemellati con i reggini. Altre forti inimicizie che vigono e con le quali si giocano derby regionali, sono con i tifosi organizzati del Palermo (con cui si disputò il primo derby siciliano, nel 1901), dell'Acireale, del Siracusa e del Trapani. 
Seppur di minor rilevanza, si possono considerare rapporti di rivalità anche quelli con altre tifoserie siciliane minori, del Licata, del Marsala e con le tifoserie delle altre principali squadre della città metropolitana di Messina, come quelle dell'Igea Virtus Barcellona e del Milazzo.
Le rivalità esterne, invece, degne di nota, sono con L’Aquila (questa sorta per il gemellaggio che legava la tifoseria peloritana ai pescaresi, storici rivali dei rossoblu), con il Foggia e, ventennali, con i tifosi di Taranto, Benevento e Catanzaro.
Vi è inoltre un recente astio nei confronti dei tifosi del Latina (dovuto alla rivalità che questi hanno con i gemellati del Frosinone, e all'amicizia che nutrono nei confronti dei tifosi della Reggina, storica rivale del Messina) e del Crotone (dovuto al gemellaggio che questi hanno con i rivali catanesi).

## Organico

### Rosa 2024-2025
Rosa aggiornata al 19 marzo 2025. 
| N. |                     | Ruolo | Calciatore        |
| -- | ------------------- | ----- | ----------------- |
| 12 | Lituania (bandiera) | P     | Titas Krapikas    |
| 1  | Italia (bandiera)   | P     | Flavio Curtosi    |
| 22 | Italia (bandiera)   | P     | Gabriel Meli      |
| 3  | Italia (bandiera)   | D     | Gabriele Ingrosso |
| 5  | Senegal (bandiera)  | D     | Ndir Mame Ass     |
| 6  | Italia (bandiera)   | D     | Jacopo Gelli      |
| 7  | Italia (bandiera)   | D     | Damiano Lia       |
| 14 | Ghana (bandiera)    | D     | Bright Gyamfi     |
| 15 | Italia (bandiera)   | D     | Antonio Marino    |
| 20 | Albania (bandiera)  | D     | Kevin Haveri      |
| 27 | Italia (bandiera)   | D     | Bryan Mameli      |
| 40 | Italia (bandiera)   | D     | Raul Morichelli   |
| 44 | Moldavia (bandiera) | D     | Daniel Dumbrăvanu |
| 4  | Italia (bandiera)   | C     | Vincenzo Garofalo |

| N. |                          | Ruolo | Calciatore            |
| -- | ------------------------ | ----- | --------------------- |
| 16 | Italia (bandiera)        | C     | Davide Petrucci       |
| 23 | Italia (bandiera)        | C     | Marco Crimi           |
| 28 | Italia (bandiera)        | C     | Leonardo Pedicillo    |
| 30 | Curaçao (bandiera)       | C     | Jaron Vicario         |
| 31 | Italia (bandiera)        | C     | Domenico Anzelmo      |
| 37 | Liechtenstein (bandiera) | C     | Marcel Büchel         |
| 77 | Italia (bandiera)        | C     | Francesco Dell'Aquila |
| 9  | Italia (bandiera)        | A     | Carmine De Sena       |
| 10 | Italia (bandiera)        | A     | Blue Mamona           |
| 11 | Italia (bandiera)        | A     | Mattia Tordini        |
| 18 | Italia (bandiera)        | A     | Pierluca Luciani      |
| 24 | Italia (bandiera)        | A     | Marco Chiarella       |
| 90 | Italia (bandiera)        | A     | Rocco Costantino      |

### Staff tecnico
Area tecnica
- Simone Banchieri - Allenatore
- Maurizio Miranda - Allenatore in seconda
- Santi Cannistrà - Preparatore atletico
- Mauro Manganaro - Preparatore dei portieri
- Piero Giacalone - Match analyst
- Antonino Puglisi, Nico Fugazzotto - Medici responsabili
- Francesco Mento - Medico Sociale
- Andrea Calimeri - Fisioterapista
- Carmelo Cutroneo, Maurizio Numa - Massofisioterapisti
- Fernando Cammarata - Team manager
- Giovanni Cirino - Magazziniere